# Schwedische Volleyballnationalmannschaft der Männer
Die schwedische Volleyballnationalmannschaft der Männer ist eine Auswahl der besten schwedischen Spieler, die den Svenska Volleybollförbundet bei internationalen Turnieren und Länderspielen repräsentiert.

## Geschichte

### Weltmeisterschaft
Schweden nahm 1990 zum ersten Mal an einer Volleyball-Weltmeisterschaft teil und wurde Zehnter. Vier Jahre später belegten die Schweden den 13. Platz. Danach konnten sie sich nicht mehr qualifizieren.

### Olympische Spiele
Das einzige olympische Turnier mit schwedischer Beteiligung gab es 1988 in Seoul. Schweden erreichte den siebten Rang.

### Europameisterschaft
Bei den ersten beiden Teilnahmen an einer Volleyball-Europameisterschaft kamen die Schweden 1967 und 1971 nicht über die Plätze 16 und 17 hinaus. 1985 kehrten sie als Neunter zurück und zwei Jahre später waren sie als Vierter schon nahe an den Medaillenrängen. 1989 im eigenen Land erreichten sie schließlich das Finale gegen Italien. Anschließend gab es noch zwei neunte Plätze.

### World Cup
Der World Cup fand bisher ohne Schweden statt.

### Weltliga
In der Weltliga hat Schweden ebenfalls nicht mitgespielt.

### Europaliga
Auch in der Europaliga war Schweden bisher nicht vertreten.